# Galston (Australia)
Galston – miasto w Australii, w stanie Nowa Południowa Walia.